# Frank Cooley
Frank Cooley (1 de junio de 1870 – 6 de julio de 1941) fue un actor, director y guionista cinematográfico de nacionalidad estadounidense, activo en la época del cine mudo.
Nacido en Natchez,  Misisipi, su nombre completo era Frank Lucius Cooley. Falleció en Hollywood, California.

## Filmografía

### Actor

#### The Keystone Company
| - 1913 Fatty's Flirtation, de George Nichols - 1914 A Flirt's Mistake, de George Nichols | - 1914 Double Crossed, de Ford Sterling - 1914 Mabel's Strange Predicament, de Mabel Normand |

#### American Film Manufacturing Company
| - 1914 The Girl Who Dared, de Harry A. Pollard - 1914 The Courting of Prudence, de Harry A. Pollard - 1914 Drifting Hearts, de Harry A. Pollard - 1914 The Dream Ship, de Harry A. Pollard - 1914 The Other Train, de Harry A. Pollard | - 1914 A Joke on Jane, de Harry A. Pollard - 1914 As a Man Thinketh - 1915 The Redemption of the Jasons, de Archer MacMackin - 1915 In the Sunset Country, de Frank Cooley - 1916 Wild Jim, Reformer, de Frank Cooley |

#### Fox Film Corporation
| - 1926 : The First Year, de Frank Borzage - 1926 The Mad Racer, de Benjamin Stoloff - 1926 More Pay - Less Work, de Albert Ray | - 1927 Wanted, de Roy Clements - 1928 Honor Bound, de Alfred E. Green |

### Director
| - 1914 Her Younger Sister - 1914 Love Knows No Law - 1915 In the Vale of Sorrow - 1915 The Spirit of Giving - 1915 A Girl and Two Boys - 1915 Evan's Lucky Day - 1915 Which Would You Rather Be? - 1915 Mrs. Cook's Cooking - 1915 The Happier Man - 1915 The Constable's Daughter - 1915 The Haunting Memory - 1915 The Doctor's Strategy - 1915 In the Mansion of Loneliness - 1915 When the Fire Bell Rang - 1915 The First Stone - 1915 The Once Over | - 1915 Persistence Wins - 1915 Oh, Daddy! - 1915 No Quarter - 1915 The Face Most Fair - 1915 Dreams Realized - 1915 Life's Staircase - 1915 Naughty Henrietta - 1915 A Deal in Diamonds - 1915 The Sheriff of Willow Creek - 1915 The Trail of the Serpent - 1915 The Warning - 1915 The Valley Feud - 1915 Broadcloth and Buckskin - 1915 There's Good in the Worst of Us - 1915 In the Sunset Country - 1916 Wild Jim, Reformer |

### Guionista
| - 1914 Closed at Ten - 1914 Dad and the Girls | - 1914 As a Man Thinketh - 1914 Love Knows No Law |